# Saint-Priest (Creuse)
Saint-Priest is een gemeente in het Franse departement Creuse (regio Nouvelle-Aquitaine) en telt 181 inwoners (2005). De plaats maakt deel uit van het arrondissement Aubusson.

## Geografie
De oppervlakte van Saint-Priest bedraagt 23,0 km², de bevolkingsdichtheid is 7,9 inwoners per km².

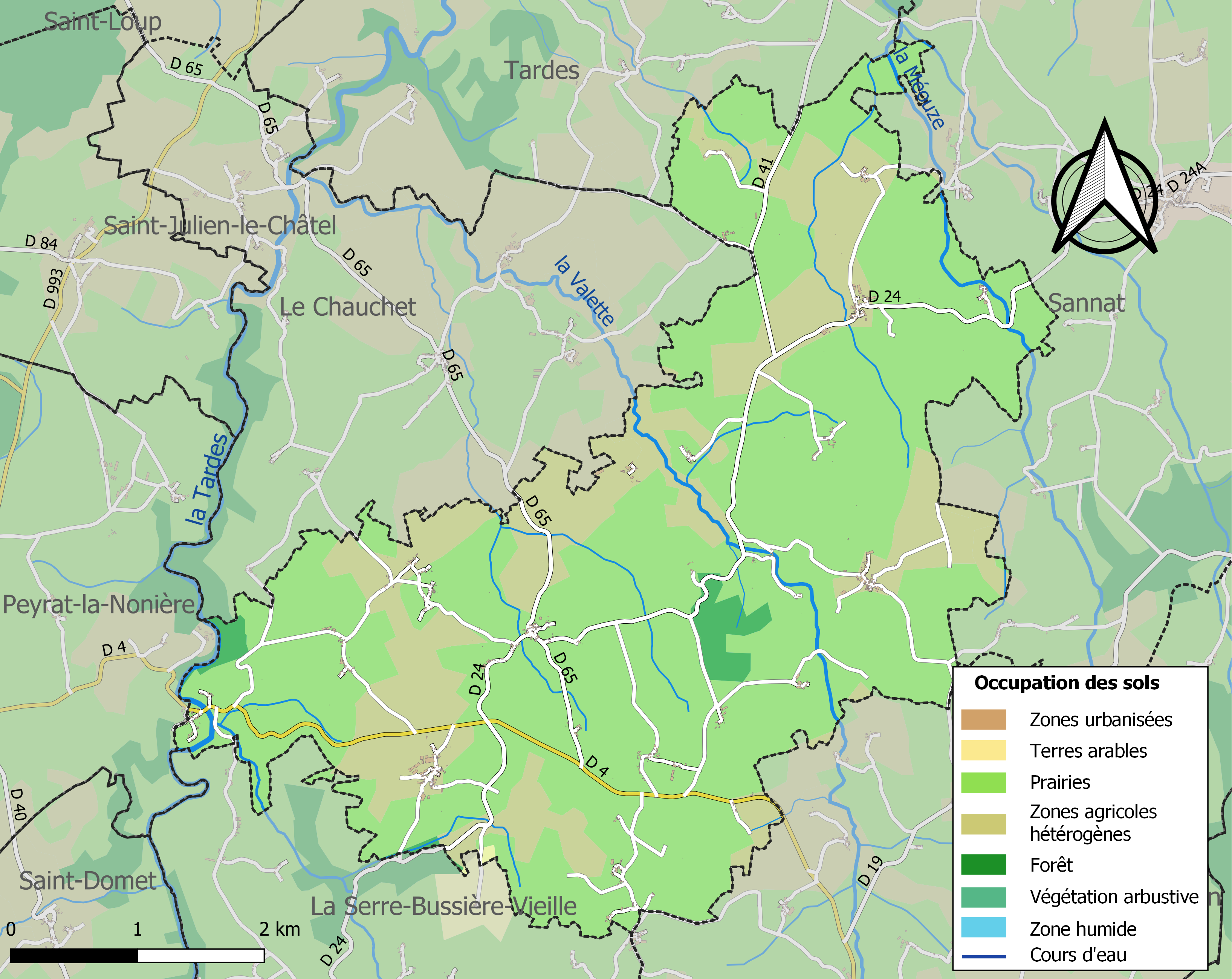
Kaart van de gemeente met de belangrijkste infrastructuur, bodemgebruik en omliggende gemeenten

## Demografie
Onderstaande figuur toont het verloop van het inwonertal (bron: INSEE-tellingen).